# ویلهلم فارمباخر
ویلهلم فارمباخر (به آلمانی: Wilhelm Fahrmbacher) (۱۹ سپتامبر ۱۸۸۸ - ۲۷ آوریل ۱۹۷۰) نظامی بلندپایه آلمانی در دوره رایش سوم بود که در جریان جنگ جهانی دوم فرماندهی یگان‌های مختلفی را بر عهده داشت.